# レッツゴー!高校レモン娘
『レッツゴー!高校レモン娘』（れっつごーこうこうれもんむすめ）は、1967年10月14日に松竹が配給した、川上宗薫原作、市村泰一監督による、当時のアイドルグループ的な存在であった「レ・ガールズ」のメンバー由美かおる、原田糸子、奈美悦子を大きくフューチャーした、青春映画である。

## 出演者
- 小倉由美子：由美かおる
- 花島糸子：原田糸子
- 伊藤奈美子：奈美悦子
- 小倉清造：由利徹
- 岩井先生：藤村有弘
- 若山先生：入川保則
- 谷本先生：牟田悌三
- 清田先生：若水ヤエ子
- 黒沢：石山律
- 小沢康子：呉恵美子
- 近藤幸子：有川由紀
- 浅田洋子：新藤恵美
- 昌江：菊田ゆか
- 下宿のおばさん：武知杜代子
- グループ・サウンド：ザ・ワイルド・ワンズ

## スタッフ
- 監督：市村泰一
- 原作：川上宗薫
- 脚本：田波靖男
- 製作：猪股尭
- 撮影：大越千虎
- 美術：宇野耕司
- 音楽：小川寛興
- 録音：小尾幸魚
- 照明：青木好文
- 編集：浦岡敬一
- スチール：梶本一三